# Philip Hinchcliffe
Philip Hinchcliffe (nacido el 1 de octubre de 1944) es un productor de televisión británico que creó programas como Private Schulz y The Charmer, pero que es más conocido por producir la serie Doctor Who de 1974 a 1977, en el periodo de mayor popularidad de la misma.

## Primeros años
Hinchcliffe estudió en la Slough Grammar School y en el Pembroke College, Cambridge, donde estudió literatura inglesa. Tras un breve periodo trabajando para una compañía de viajes y después como profesor, se unió a la Associated Television en 1968, escribiendo episodios para programas como la serie Crossroads (1970), y después fue editor de guiones de la sitcom Alexander the Greatest (1971-1972), la serie infantil de aventuras The Jensen Code (1973), y la serie dramática infantil The Kids from 47A (1973).

## Doctor Who
En la primavera de 1974, a los 29 años, el director de seriales de la BBC le propuso ser el nuevo productor de Doctor Who, su primer trabajo a tiempo completo, inicialmente a las órdenes de Barry Letts, y después sucediéndole. Aunque trabajó con Letts en la primera historia de Tom Baker, Robot, su primer trabajo acreditado fue The Ark in Space. A lo largo de su primer año, estuvo produciendo principalmente guiones escritos por el anterior equipo de producción antes de su partida, y no fue hasta un año más tarde que comenzó a notarse la influencia de Hinchcliffe en la serie, con Planet of Evil a finales de 1975, en la segunda temporada de Tom Baker como el Cuarto Doctor.
Hinchcliffe, haciendo equipo con el editor de guiones Robert Holmes, fue responsable de un cambio de tono en la serie de televisión. La serie se hizo más oscura y adulta que anteriormente, con una atmósfera gótica influenciada por las películas de terror de la Hammer Films. Esta influencia de terror es especialmente evidente en seriales como Planet of Evil, Pyramids of Mars, The Brain of Morbius, The Hand of Fear y The Talons of Weng-Chiang, los cuales tienen un contenido que directamente homenajea reconocidas novelas y películas de terror.
Durante la era de Hinchcliffe, el programa logró una popularidad que anteriormente solo se vio durante los años de la "Dalekmanía" de mediados de los sesenta. Sin embargo, la BBC recibió quejas de Mary Whitehouse, portavoz de la NVALA (Asociación Nacional de Espectadores y Radioyentes), de que la serie era excesivamente terrorífica para los niños y podría traumatizarlos. La NVALA había sido crítica hacia la serie desde principios de los setenta, y las quejas llegaron a su mayor punto con The Deadly Assassin, en la que el canciller Goth aparecía intentando ahogar al Doctor empujándole la cabeza dentro del agua. Aunque la BBC defendió públicamente el programa, tras tres temporadas, Hinchcliffe se trasladó a la serie policíaca de misterio Target en 1977, y su reemplazo Graham Williams recibió instrucciones específicas de aligerar el tono de las historias. La serie clásica nunca volvió a lograr unas audiencias regulares tan altas después de la marcha de Hinchcliffe.
Hinchcliffe también escribió varias novelizaciones de seriales de Doctor Who para Target Books, adaptando The Keys of Marinus, The Seeds of Doom y The Masque of Mandragora.

## Carrera posterior
Tras Doctor Who, Hinchcliffe trabajó en numerosas series, dramáticos y películas incluyendo Target, Private Schulz, The Charmer, Take Me Home, Friday on My Mind, y muchas otras. Dejó el trabajo de productor en 1995, tras trabajar en las películas An Awfully Big Adventure, protagonizada por Hugh Grant, y Total Eclipse, protagonizada por Leonardo DiCaprio, pero siguió siendo productor ejecutivo en la Scottish Television de 1998 a 2001, encargado de series como Taggart y los episodios de John Hannah de Rebus, y una dramatización de The Last Musketeer con Robson Green.
Su hija, Celina Hinchcliffe, es una presentadora de televisión encargada de programas de noticias y eventos deportivos para la BBC. Hinchcliffe ha hecho numerosas apariciones en publicaciones en DVD de seriales de Doctor Who que él produjo. Su aparición más notable es en Serial Thrillers, un documental incluido en el DVD de Pyramids of Mars que se enfoca con profundidad en sus tres años de reinado como productor, examinando qué fue lo que dio tanto éxito al programa durante ese periodo. Más recientemente, se incluyó una entrevista titulada Life After Who en el DVD de The Android Invasion, en la que Celina Hinchcliffe se lleva a su padre en un viaje por la memoria para recordar su carrera en la televisión británica y el cine tras su trabajo en Doctor Who.